# 奥兰克勒
奥兰克勒（法語：Orincles，法語發音：[ɔʁɛ̃kl]）是法国上比利牛斯省的一个市镇，属于塔布区。

## 地理
奥兰克勒（43°7'40"N, 0°2'22"E）面积5.86 平方千米，位于法国奧克西塔尼大區上比利牛斯省，该省份为法国西南部内陆省份，北至热尔省，西接大西洋比利牛斯省，南与西班牙接壤，东临上加龙省。
与奥兰克勒接壤的市镇（或旧市镇、城区）包括：巴里、阿斯蒂格、贝纳克、埃斯库贝普特、瑞洛斯、阿拉尤-拉伊特、莱里斯、卢克吕、帕雷阿克。

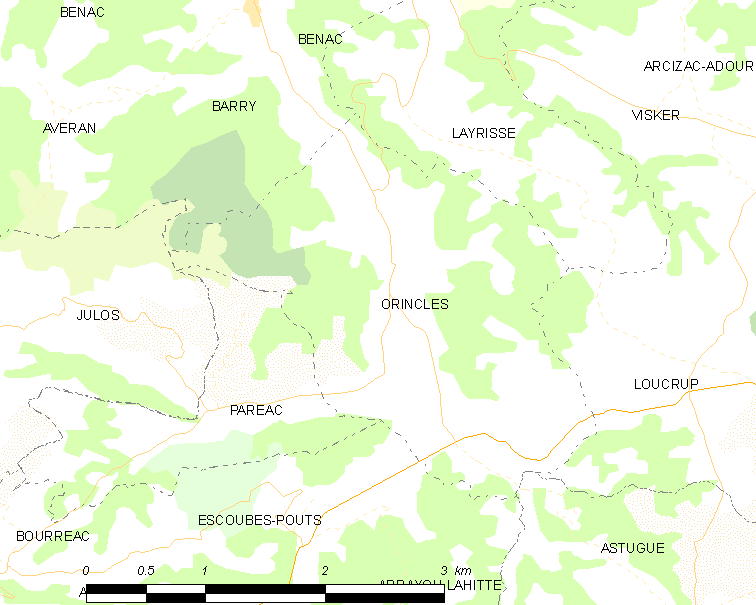
奥兰克勒的OSM定位图

奥兰克勒的时区为UTC+01:00、UTC+02:00（夏令时）。

## 行政
奥兰克勒的邮政编码为65380，INSEE市镇编码为65339。

## 政治
奥兰克勒所属的省级选区为奥桑县。

## 人口

1962-2008年间奥兰克勒人口变化图示

奥兰克勒于2022年1月1日时的人口数量为361人。